# 五輪大橋有料道路
五輪大橋有料道路（ごりんおおはしゆうりょうどうろ）は、起点を長野市大字大豆島、終点を長野市真島町川合とする一般有料道路。長野県道路公社が管理している。1996年（平成8年）供用開始。
地域高規格道路「長野環状道路」を構成する、東外環状線の一部を成す。
建設時の仮称から、新長野大橋有料道路とも呼ばれる。

## 概要
2021年（令和3年）3月27日の国道18号長野東バイパスの開通まで東外環状線が全通していなかったこともあって、現在のところ交通量は予想を下回っている。このため2004年（平成16年）から全車種について通行料金を、6時 - 22時は100円・22時 - 6時は無料とする社会実験を行っており、平成16年度の交通量は前年度実績に対して1.3倍（中型・大型車は1.7倍）に増加したという。今後、長野東バイパスの開通により更なる利用増が期待される。

### 路線データ
- 路線名 - 長野県道372号三才大豆島中御所線
  - 起点 - 長野県長野市大字大豆島
  - 終点 - 長野県長野市真島町
- 延長 - 1.350 km
- 道路規格 - 第3種第2級
- 設計速度 - 60 km/h
- 車道幅員 - 暫定7.0 m
- 車線数 - 暫定2車線
- 総事業費 - 117億円
- 料金徴収期間 1996年（平成8年）12月26日 - 2026年（令和8年）12月25日（30年間）[3]
- 料金（普通車） - 150円（2004年4月1日から全車種6時 - 22時100円、22時 - 6時無料）

### 五輪大橋
- 仮称 - 新長野大橋
- 鋼橋部形式 - 鋼4径間連続6主鈑桁橋 + 鋼8径間連続2室箱桁橋 + 鋼3径間連続2室箱桁橋 + 鋼3径間連続8主鈑桁橋
- 活荷重 - B活荷重
- 橋長 - 1,420 m
  - 有料区間 - 1,106 m[3]
  - 鋼橋部 - 975.500 m
    - 支間割 - ( 33.500 m + 2×34.000 m + 29.700 m )  + ( 68.300 m + 6×68.700 m + 68.000 m ) + ( 68.000 m + 68.700 m + 76.300 m ) + ( 26.000 m + 26.100 m + 26.000 m )
- 幅員
  - 総幅員 - 12.750 m（暫定）[注釈 1]、26.300 m（完成）
  - 有効幅員 - 11.250 m[注釈 2]
  - 車道 - 8.250 m[注釈 3]
    - 車線幅 - 2×3.500 m

  - 歩道 - 片側3.000 m
- 平面曲線 - 曲率半径500 m[注釈 4] - 直線
- 総鋼重 - 4,022 t
- 床版 - 鉄筋コンクリート
- 施工 - 宮地鐵工所[注釈 5]・佐藤鉄工JV（鋼橋部）
- 架設工法 - 自走クレーン・ベント工法（鋼橋部）
- 犀川に架かる、本有料道路の中心となる橋梁。暫定2車線で供用されているが、下流側にもう2車線分の橋脚が準備されている。開通時の信濃毎日新聞では、前後の区間も合わせて「全長1,420 mで県内最長の橋梁」であると伝えられている[4]。

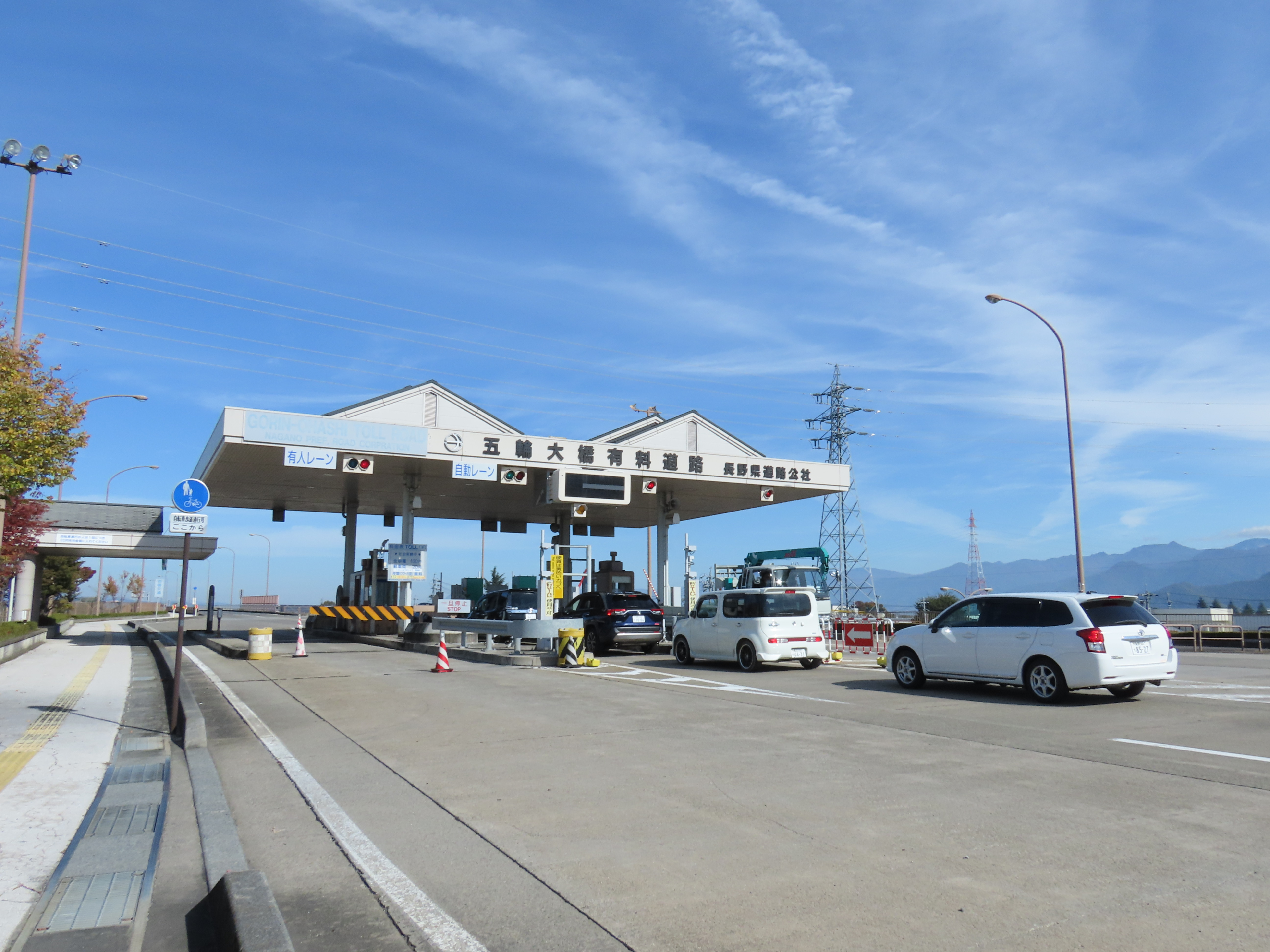
料金所（2024年11月）
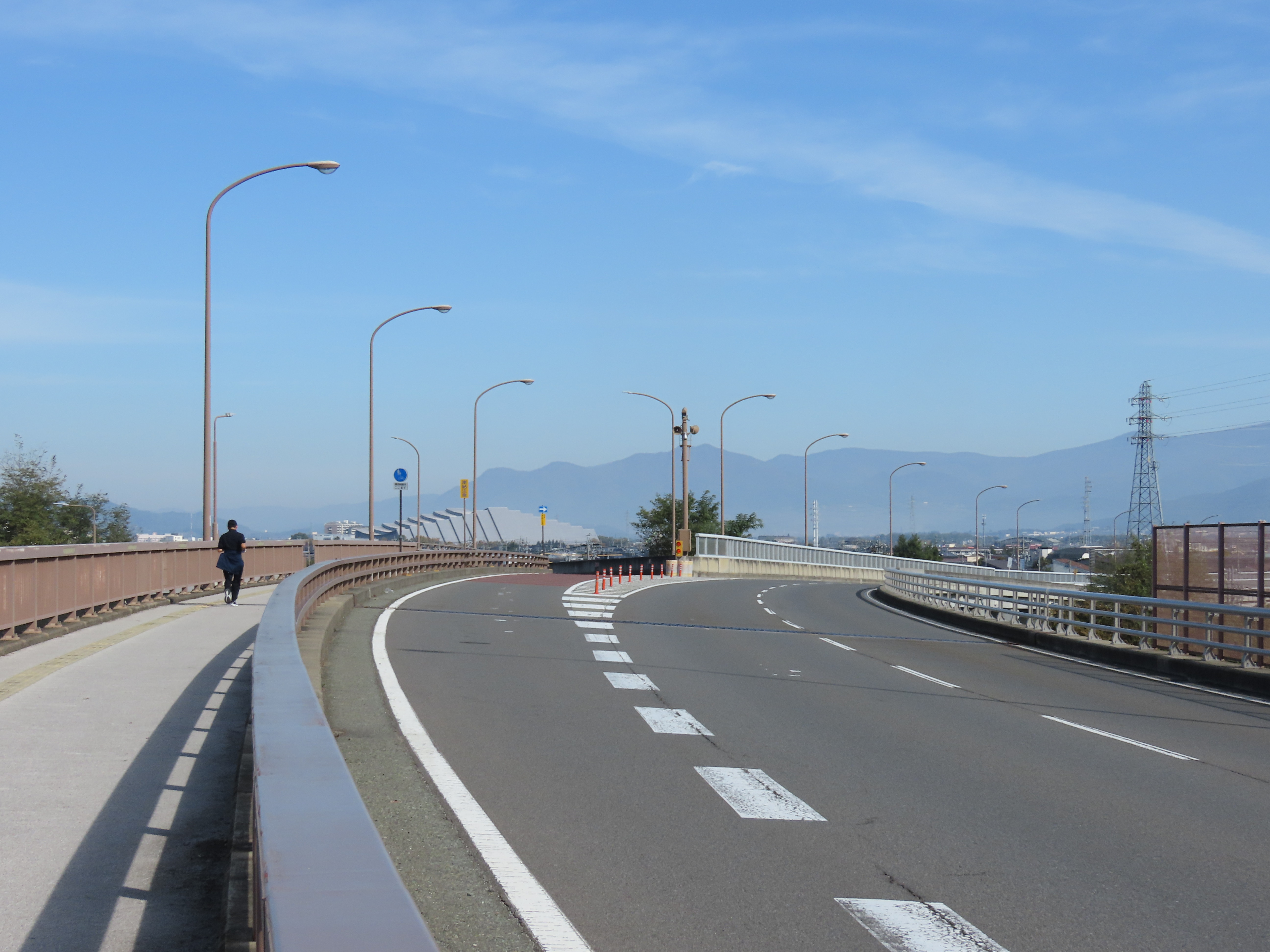
分岐路（2024年11月）

#### 料金所
- 五輪大橋の南詰に本線料金所が置かれている。ブースの西側に五輪大橋有料道路管理事務所があり、駐車場やトイレなどが併設されている。
- 所在地：長野市真島町川合1326
- 位置：北緯36度36分51.7秒 東経138度13分21.3秒 / 北緯36.614361度 東経138.222583度
- 標高：   参考 最寄の大豆島小学校は343.34  真島小学校は350 m
- ブース数：4

## 沿革
- 1994年（平成6年）2月8日 - 着工[3]。
- 1996年（平成8年）12月26日 - 供用開始[3]。
- 2003年（平成15年）5月29日 - 有料道路料金値下げ社会実験開始。軽車両を除く全車種を終日100円とした[6]。
- 2004年（平成16年）4月1日 - 社会実験で上記に加え、夜間22時 - 翌6時の間の通行料金を無料とした[6]。
- 2014年（平成26年）4月1日 - 通常料金改訂。ただし、社会実験のため実際の通行料金は従前の料金を据え置き[3]。
- 2016年（平成28年）4月1日 - 社会実験から有料道路活用による道路環境改善事業に移行。通行料金は変化せず[6]。
- 2019年（令和元年）10月1日 - 通常料金改訂。ただし、道路環境改善事業のため実際の通行料金は従前の料金を据え置き[3]。
- 2026年（令和8年）12月25日 - 料金徴収期間満了に伴い無料化予定[7]。

## 交差・接続する道路
- 五輪大橋北交差点（大豆島）
  - 長野県道34号長野菅平線
- （五輪大橋北詰のランプ）
  - 長野市道（サンマリーンながの方面）
- 川合北IC（真島町川合）
  - 長野市道（長野地方卸売市場方面）

## 周辺
- 長野市オリンピック記念アリーナ
- サンマリーンながの
- 長野地方卸売市場
- 長野市真島総合スポーツアリーナ